# Kaštiliaš I.
Kaštiliaš I. (Kaštiliašu; * vor 1681 v. Chr.; † nach 1660 v. Chr.) war nach der Königsliste A der dritte kassitische König. Er regierte 22 Jahre und war der Nachfolger von Agum  Maḫrû, sein Nachfolger war Abī-Rattaš (Synchronistische Königsliste) oder Ušši (?) (Königsliste A).
Nach der mittleren Chronologie regierte Kaštiliaš 1681–1660. Er wäre damit nach der mittleren Chronologie gleichzeitig mit Abi-ēšuḫ und Ammī-ditāna von Babylon, nach der kurzen und ultrakurzen Chronologie mit Šamšu-iluna.
Es wurde vorgeschlagen, Kaštiliašu von Ḫana mit Kaštiliaš I. oder II. gleichzusetzen. Es gibt allerdings keine urkundlichen oder archäologischen Anzeichen für eine kassitische Präsenz in Ḫana.